# Station Marche-en-Famenne
Station Marche-en-Famenne is een spoorwegstation langs spoorlijn 43 (Angleur - Marloie) in de stad Marche-en-Famenne.
Het is nu een stopplaats, het stationsgebouw is verlaten.

## Treindienst
| Serie       | Treinsoort            | Route | Bijzonderheden             |
| ----------- | --------------------- | --- | -------------------------- |
| L 5550      | L-trein (NMBS)        | Liers – Luik-Guillemins – Rivage – Marche-en-Famenne – Marloie                                                                            |                            |
| P 7670/8670 | Piekuurtrein (NMBS)   | [ Namen – Sart-Bernard ] / [ Rochefort-Jemelle – [ Libramont ] / [ Marche-en-Famenne – Rivage – Luik-Guillemins – Luik-Sint-Lambertus ] ] | Rijdt alleen op werkdagen. |
| ICT 6945    | Toeristentrein (NMBS) | Liers – Luik-Guillemins – Rivage – Marche-en-Famenne – Marloie                                                                            | Rijdt in juli en augustus. |

## Galerij

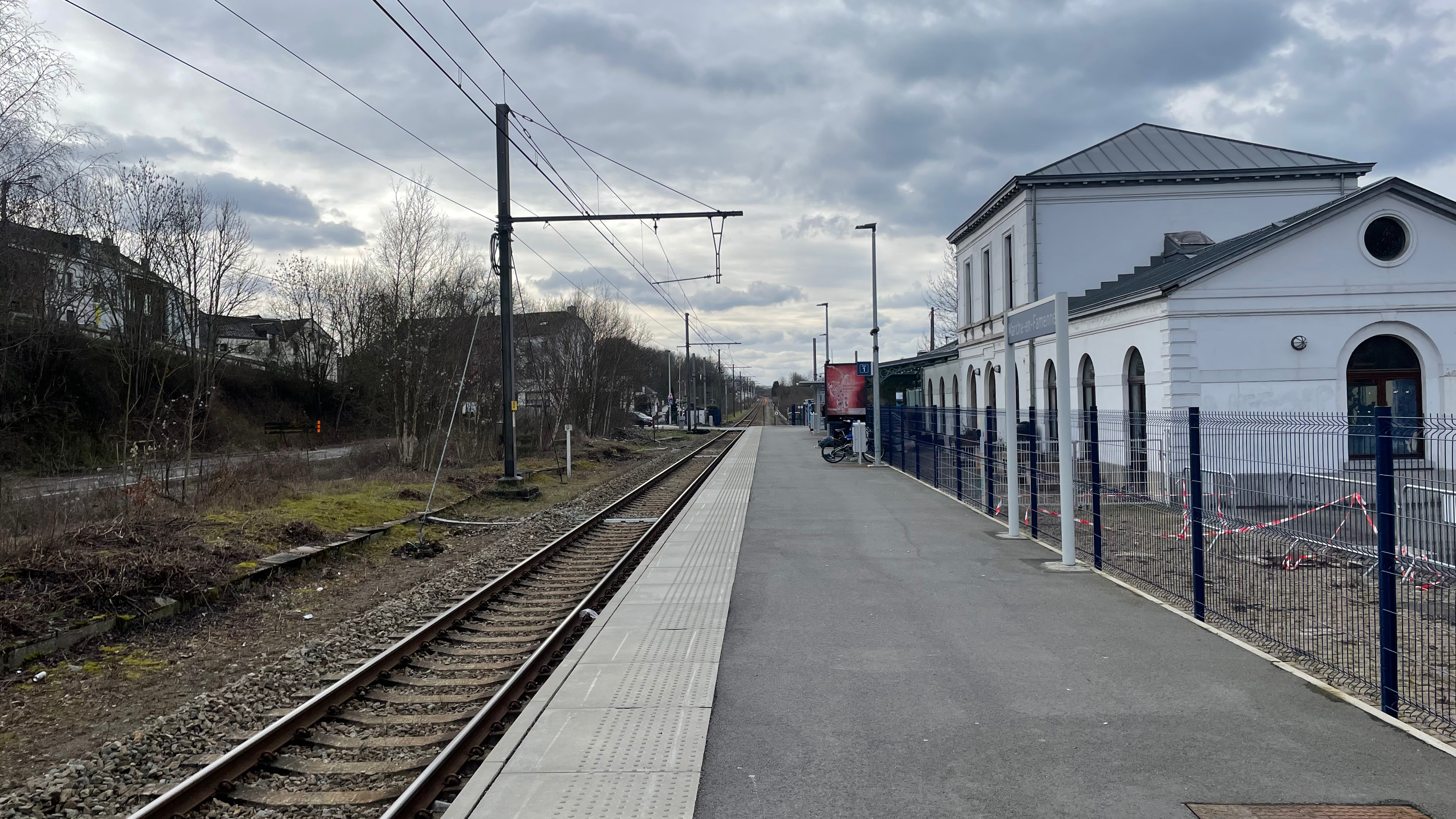
Zicht op het perron
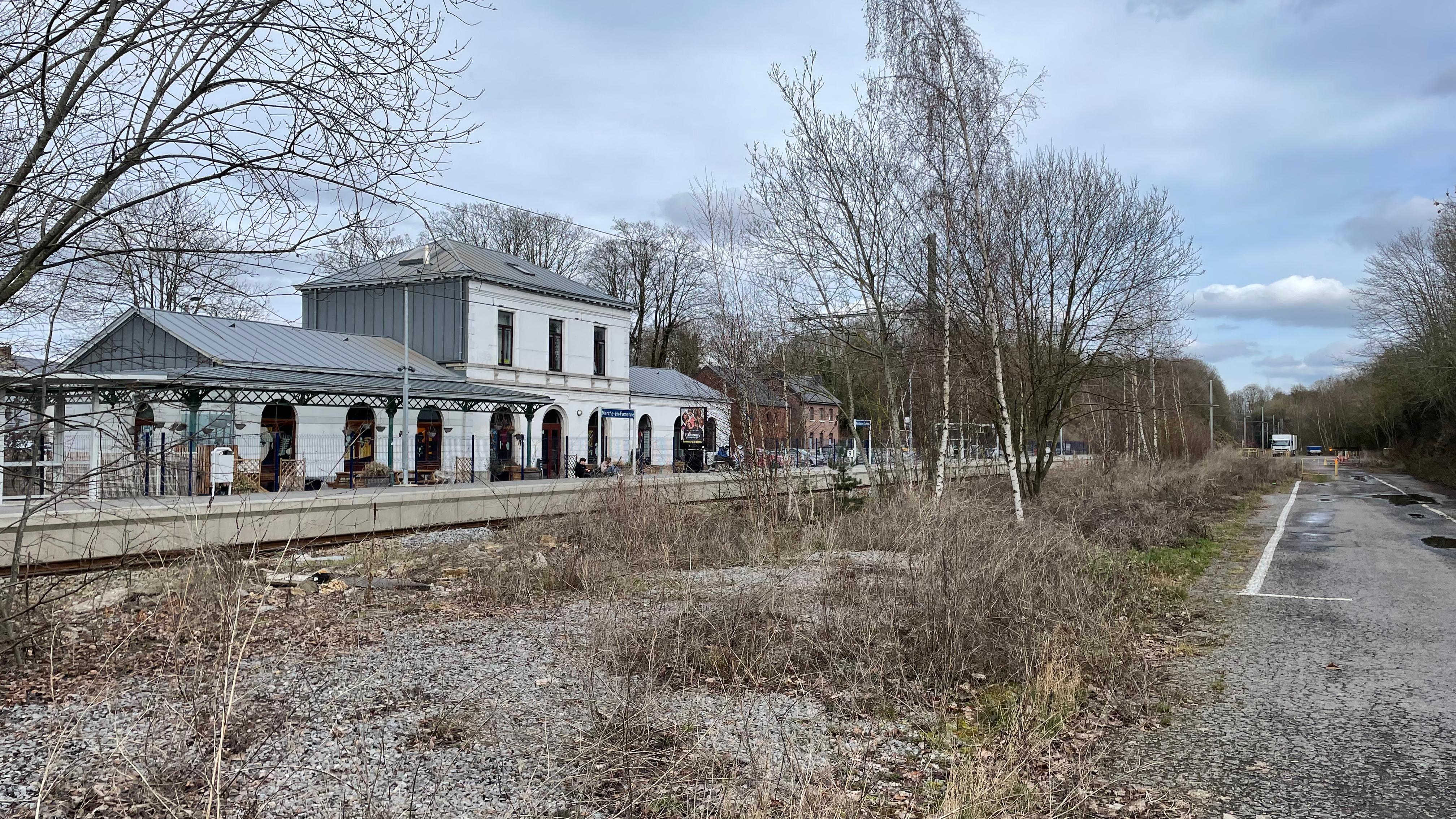
Het station

## Reizigerstellingen
De grafiek en tabel geven het gemiddeld aantal instappende reizigers weer op een week-, zater- en zondag.
| Tabel: aantal instappende reizigers station Marche-en-Famenne | Tabel: aantal instappende reizigers station Marche-en-Famenne | Tabel: aantal instappende reizigers station Marche-en-Famenne | Tabel: aantal instappende reizigers station Marche-en-Famenne |
|                                                               | Weekdag                                                       | Zaterdag                                                      | Zondag                                                        |
| ------------------------------------------------------------- | ------------------------------------------------------------- | ------------------------------------------------------------- | ------------------------------------------------------------- |
| 1977                                                          | 340                                                           | 82                                                            | 73                                                            |
| 1978                                                          | 377                                                           | 87                                                            | 84                                                            |
| 1979                                                          | 359                                                           | 81                                                            | 103                                                           |
| 1980                                                          | 348                                                           | 82                                                            | 120                                                           |
| 1981                                                          | 311                                                           | 108                                                           | 105                                                           |
| 1982                                                          | 324                                                           | 78                                                            | 67                                                            |
| 1983                                                          | 383                                                           | 63                                                            | 71                                                            |
| 1984                                                          | 354                                                           | 80                                                            | 97                                                            |
| 1985                                                          | 390                                                           | 77                                                            | 104                                                           |
| 1986                                                          | 356                                                           | 79                                                            | 113                                                           |
| 1987                                                          | 350                                                           | 86                                                            | 103                                                           |
| 1988                                                          | 359                                                           | 181                                                           | 112                                                           |
| 1989                                                          | 307                                                           | 86                                                            | 68                                                            |
| 1990                                                          | 215                                                           | 82                                                            | 102                                                           |
| 1991                                                          | 361                                                           | 82                                                            | 91                                                            |
| 1992                                                          | 278                                                           | 84                                                            | 96                                                            |
| 1993                                                          | 247                                                           | 61                                                            | 96                                                            |
| 1994                                                          | 285                                                           | 71                                                            | 95                                                            |
| 1995                                                          | 214                                                           | 65                                                            | 71                                                            |
| 1996                                                          | 250                                                           | 87                                                            | 131                                                           |
| 1997                                                          | 295                                                           | 71                                                            | 126                                                           |
| 1998                                                          | 304                                                           | 74                                                            | 132                                                           |
| 1999                                                          | 318                                                           | 55                                                            | 130                                                           |
| 2000                                                          | 394                                                           | 78                                                            | 106                                                           |
| 2001                                                          | 312                                                           | 84                                                            | 96                                                            |
| 2002                                                          | 303                                                           | 74                                                            | 107                                                           |
| 2003                                                          | 304                                                           | 93                                                            | 146                                                           |
| 2004                                                          | 312                                                           | 80                                                            | 181                                                           |
| 2005                                                          | 363                                                           | 100                                                           | 169                                                           |
| 2006                                                          | 339                                                           | 124                                                           | 145                                                           |
| 2007                                                          | 329                                                           | 122                                                           | 177                                                           |
| 2008                                                          | -                                                             | -                                                             | -                                                             |
| 2009                                                          | 372                                                           | 105                                                           | 235                                                           |
| 2010                                                          | -                                                             | -                                                             | -                                                             |
| 2011                                                          | -                                                             | -                                                             | -                                                             |
| 2012                                                          | 412                                                           | 122                                                           | 202                                                           |
| 2013                                                          | 413                                                           | 109                                                           | 215                                                           |
| 2014                                                          | 491                                                           | 113                                                           | 188                                                           |
| 2015                                                          | 410                                                           | 117                                                           | 147                                                           |
| 2016                                                          | 397                                                           | 114                                                           | 214                                                           |
| 2017                                                          | 360                                                           | 132                                                           | 287                                                           |
| 2018                                                          | 340                                                           | 91                                                            | 123                                                           |
| 2019                                                          | 356                                                           | 97                                                            | 145                                                           |
| 2020                                                          | 265                                                           | 88                                                            | 125                                                           |
| 2021                                                          | -                                                             | -                                                             | -                                                             |
| 2022                                                          | 445                                                           | 96                                                            | 190                                                           |
| 2023                                                          | 441                                                           | 92                                                            | 145                                                           |
| 2024                                                          | 318                                                           | 143                                                           | 201                                                           |

0,0: Angleur ·
1,2: Streupas ·
2,7: Sauheid ·
4,7: Colonster ·
5,3: Sainval ·
6,9: Tilff ·
10,2: Méry ·
11,6: Hony ·
12,6: Esneux ·
14,2: Souverain-Pré ·
15,2: La Gombe ·
16,3: Poulseur ·
18,0: Chanxhe ·
20,1: Rivage ·
21,0: Comblain-au-Pont ·
23,4: Comblain-la-Tour ·
29,4: Hamoir ·
33,4: Sy ·
37,1: Bomal ·
40,4: Barvaux ·
44,2: Biron ·
49,9: Melreux-Hotton ·
54,0: Marenne ·
58,7: Marche-en-Famenne ·
62,0: Marloie